# Universitat de Dartmouth
La Universitat de Dartmouth (en anglès i oficialment, Dartmouth College) és una institució d'educació superior situada a Hanover, Nou Hampshire, als Estats Units d'Amèrica. Va ser establerta l'any 1769 pel reverend Elezar Wheelock amb el projecte d'instruir joves nadius americans. La seva data de fundació precedeix la Declaració d'Independència dels Estats Units i fa de Dartmouth la novena universitat més antiga del país.
Juntament amb altres universitats privades del Nord-Est, Dartmouth és membre de l'Ivy League, una associació formada per universitats històriques, altament selectives i amb grans dotacions financeres. En particular, Dartmouth destaca per ser l'Ivy League més petita i l'única que segueix un sistema de quatre trimestres, anomenat "D-Plan".
La Universitat de Dartmouth és coneguda pel seu èmfasi en l'educació de primer cicle (nivell bachelor), per vida social dels seus estudiants, rica en tradicions i amb una presència notable de fraternitats i sororitats, i per l'èxit professional dels seus exalumnes, entre els quals hi ha polítics, acadèmics, esportistes i empresaris de renom. Els rànquings més citats la solen classificar entre les quinze millors universitats dels Estats Units.

## Història
Dartmouth College va ser establerta l'any 1769 en haver obtingut el vistiplau del Rei Jordi III d'Anglaterra. En l'acta constitutiva de la Universitat, el reverend Elezar Wheelock expressava el seu desig de crear un centre per a la instrucció de "joves de les tribus indígenes... joves anglesos i d'altres". Tot i que avui en dia la majoria dels seus estudiants no són nadius americans, Dartmouth n'ha graduat més que totes les altres universitats Ivy League juntes.
Reconeguda com un bastió conservador de l'aristocràcia i de les universitats nord-americanes, Dartmouth es va transformar el 1972 quan es va permetre per primera vegada la inscripció de dones com a estudiants. Abans d'aquesta data, el College només admetia estudiants homes.

## Perfil acadèmic
Als Estats Units, les institucions d'educació terciària es poden classificar entre "colleges", que normalment ofereixen només títols de grau, i "universities", un terme que implica la capacitat d'atorgar títols de postgrau. Dartmouth, tot i ser tècnicament una university, ha mantingut per raons històriques el nom Dartmouth College, el qual denota èmfasi en l'educació de primer cicle. Així doncs, a més de tenir una escola de pregrau, on estan matriculats la majoria dels seus alumnes, n'hi ha quatre de postgrau.

### Escola de pregrau
A l'escola de pregrau hi ha uns 4.417 estudiants optant a un títol "bachelor". L'escola de pregrau de Dartmouth permet als seus alumnes especialitzar-se en més de 60 àrees de coneixement a través d'un sistema de major i minor. A més, el sistema de quarts dona als estudiants de Dartmouth la flexibilitat de poder escollir, en els segon i tercer anys d'estudi, quins quarts volen passar al campus i quins volen tenir de vacances, sempre que en total hagin fet 12 trimestres lectius abans de graduar-se. Això s'anomena d-plan (pla d).

### Escoles de postgrau
Les quatre escoles de postgrau tenen un cos d'estudiants total de 2.154 alumnes i són les següents:
- Geisel School of Medicine: escola de medicina.
- Thayer School of Engineering: escola d'enginyeria.
- Tuck School of Business: escola de negocis.
- Guarini School of Graduate and Advanced Studies: escola de postgrau que ofereix màsters i doctorats en branques de les ciències experimentals, humanitats, ciències socials i matemàtiques, a més de contribuir a la recerca en aquestes àrees.[21]

### Rànquings
| Publicació               | Posició |
| ------------------------ | ------- |
| Forbes                   | 10      |
| Times Higher Education   | 12      |
| US News and World Report | 13      |
| Washington Monthly       | 33      |

| Publicació                                    | Posició |
| --------------------------------------------- | ------- |
| Academic Ranking of World Universities (ARWU) | 201-300 |
| QS                                            | 191     |
| Times Higher Education                        | 101     |
| US News and World Report                      | 226     |